# Stasimopus schreineri
Stasimopus schreineri là một loài nhện trong họ Ctenizidae. S. schreineri được miêu tả năm 1903 bởi William Frederick Purcell.